# Ryszard Rybak
Ryszard Rybak (ur. 27 stycznia 1960 w Grodzisku Wielkopolskim) – polski piłkarz grający na pozycji pomocnika i trener.

## Kariera piłkarska
W polskiej ekstraklasie rozegrał 129 meczów (104 w Lechu i 25 w Dyskobolii), strzelił 12 bramek (10 w Lechu i 2 w Dyskobolii).

## Sukcesy
Lech Poznań:
- Puchar Polski (1 raz): 1988